# Volta à La Rioja de 2016
A 56.ª edição da Volta à La Rioja, foi uma carreira ciclista que se disputou no domingo 3 de abril de 2016, sobre um traçado de 157,4 quilómetros com inicio e final em Logroño. O ganhador foi Michael Matthews depois de impor-se ao sprint a Sergey Shilov e Carlos Barbero.
A prova pertenceu ao UCI Europe Tour de 2016 dos Circuitos Continentais UCI, dentro da categoria 1.1.

## Equipas participantes
| Equipes WorldTeam (2)- Movistar Team - Orica-GreenEDGE Equipes profissionais Continentais (3)- Caja Rural-Seguros RGA - Team Novo Nordisk - ONE Pro Cycling Equipes Continentais (9)- Burgos-BH - Euskadi Basque Country-Murias - Inteja-MMR Dominican - Louletano-Hospital de Loulé - Manzana Postobón - Massi-Kuwait Project - Rádio Popular-Boavista - Rietumu-Delfin - W52-FC Porto Equipes nacionais (2)- Espanha - Rússia |
| |

## Classificação final
| \| Classificação geral \| Classificação geral \| Classificação geral \| Classificação geral \| Classificação geral \| \| Ciclista \| Ciclista \| Equipe \| Tempo \| \| \| ------------------- \| ------------------- \| ------------------- \| ------------------- \| ------------------- \| |          |        |       |
| |          |        |       |
| Fontes: ProCyclingStats Cycling Quotient Cycling Archives |          |        |       |
| Classificação geral |          |        |       |
| Ciclista | Ciclista | Equipe | Tempo |